# Championnats de Belgique d'athlétisme 2002
Les Championnats de Belgique d'athlétisme 2002 toutes catégories ont eu lieu les 6 juillet et 7 juillet 2002  au Stade Roi-Baudouin à Bruxelles à l'exception du lancer du marteau hommes et femmes qui s'est déroulé le 7 juillet 2002 à Anderlecht. Les 10 000 m hommes et femmes se sont déroulés la semaine précédente, le 3 juillet 2002 à Seraing.

## Résultats
| Hommes                | Prestation       | Catégorie         | Femmes              | Prestation          |
| --------------------- | ---------------- | ----------------- | ------------------- | ------------------- |
| Erik Wijmeersch       | 10 s 44          | 100 m             | Kim Gevaert         | 11 s 16 (rec. nat.) |
| Cédric Van Branteghem | 20 s 73          | 200 m             | Audrey Rochtus      | 24 s 49             |
| Peter Haesaerts       | 47 s 80          | 400 m             | Sandra Stals        | 52 s 18             |
| Joeri Jansen          | 1 min 46 s 43    | 800 m             | Mieke Geens         | 2 min 05 s 70       |
| Jürgen Vandewiele     | 3 min 48 s 86    | 1 500 m           | Veerle Dejaeghere   | 4 min 17 s 78       |
| Tom Compernolle       | 13 min 51 s 65   | 5 000 m           | Mounia Aboulahcen   | 15 min 52 s 65      |
| Guy Fays              | 29 min 28 s 56 * | 10 000 m          | Mounia Aboulahcen   | 33 min 39 s 66 *    |
| -                     | -                | 100 m haies       | Élodie Ouédraogo    | 13 s 64             |
| Jonathan N'Senga      | 14 s 16          | 110 m haies       | -                   | -                   |
| Stijn Verleyen        | 51 s 38          | 400 m haies       | Ann Mercken         | 56 s 66             |
| Maarten Vergote       | 8 min 42 s 20    | 3 000 m steeple   | Sigrid Vanden Bempt | 10 min 06 s 17 *    |
| Stijn Stroobants      | 2,14             | Saut en hauteur   | Tia Hellebaut       | 1,77                |
| Thibaut Duval         | 5,40             | Saut à la perche  | Irena Dufour        | 3,90                |
| Jan Guns              | 7,42             | Saut en longueur  | Sandra Swennen      | 6,07                |
| Michael Velter        | 15,84            | Triple saut       | Sandra Swennen      | 13,10               |
| Filip Eeckhout        | 15,76            | Lancer du poids   | Sofie Verlinden     | 13,17               |
| Jo Van Daele          | 60,36            | Lancer du disque  | Marie-Paule Geldhof | 48,59               |
| Mark Van Mensel       | 73,06            | Lancer du javelot | Cindy Stas          | 47,71               |
| Walter De Wyngaert    | 62,21 **         | Lancer du marteau | Sarah Luyimi-Mbala  | 49,32 **            |

 * Couru le 3 juillet 2002 à Seraing

 ** Le lancer du marteau a eu lieu le 7 juillet 2002 à Anderlecht

## Sources
- Ligue Belge Francophone d'Athlétisme